# Dichostereum rhodosporum
Dichostereum rhodosporum är en svampart som först beskrevs av Elsie Maud Wakefield, och fick sitt nu gällande namn av Boidin & Lanq. 1977. Dichostereum rhodosporum ingår i släktet Dichostereum och familjen Lachnocladiaceae.   Inga underarter finns listade i Catalogue of Life.